# Another Earth
Another Earth é um filme estadunidense de ficção científica de 2011, dirigido por Mike Cahill e estrelado por Brit Marling, William Mapother e Robin Lord Taylor. Estreou no 27º Festival de Cinema de Sundance e foi distribuído pela Fox Searchlight Pictures.

## Enredo
Rhoda Williams (Brit Marling), uma garota brilhante de 17 anos que passou sua jovem vida fascinada pela astronomia, fica encantada ao saber que foi aceita no MIT. Ela sai para comemorar com amigos e, em um momento de imprudência, volta para casa embriagada. Ouvindo uma história no rádio sobre um planeta semelhante à Terra recentemente descoberto, ela olha para as estrelas pela janela do carro e, inadvertidamente, bate em um carro parado em um cruzamento, colocando John Burroughs (William Mapother) em coma e matando sua esposa grávida e filho.

## Elenco
- Brit Marling como Rhoda Williams
- William Mapother como John Burroughs
- Jordan Baker como Kim Williams
- Robin Lord Taylor como Jeff Williams
- Flint Beverage como Robert Williams
- Kumar Pallana como Purdeep
- Diane Ciesla como  Dr. Joan Tallis
- Rupert Reid como Keith Harding
- Richard Berendzen como Ele mesmo (narrador)[2][3]

## Recepção
O Rotten Tomatoes dá a Another Earth uma classificação de 66% com base em 128 comentários e uma pontuação média de 6,29/10. O consenso crítico diz: "Another Earth é frequentemente oprimido por um ritmo plácido e ponderação, mas esta ficção científica comovente, no entanto, oferece muitos conceitos profundos para ponderar".

## Prêmios e indicações
O filme recebeu duas indicações ao Prêmio Saturno, e foi eleito um dos 10 melhores filmes independentes do ano no National Board of Review Awards 2011.